# Balthasar Gérard
Balthasar Gérard (em holandês Gerards ou Gerardts) (1557– † Delft, 13 de Julho de 1584) foi o assassino do líder da independência holandesa, Guilherme I de Orange (Guilherme, o Silencioso, e mais tarde conhecido como o 'Pai da Pátria'). Ele matou Guilherme I em Delft em 10 de julho de 1584, atirando nele duas vezes com um par de pistolas, e depois foi julgado, condenado e executado.
Gérard nasceu em Franche-Comté (então pertencente ao Sacro Império Romano, posteriormente à França). Ele veio de uma família católica romana com 11 filhos e era um grande admirador de Filipe II, rei da Espanha e da Holanda. Estudou direito na Universidade de Dole. Em 15 de março de 1580, o rei Filipe ofereceu uma recompensa de 25 000 coroas, nobreza e uma propriedade hereditária a qualquer um que matasse ou capturasse Guilherme, o Silencioso, a quem ele se referiu em seu decreto como uma "praga sobre todo o Cristianismo e o inimigo da raça humana".

## Preparações

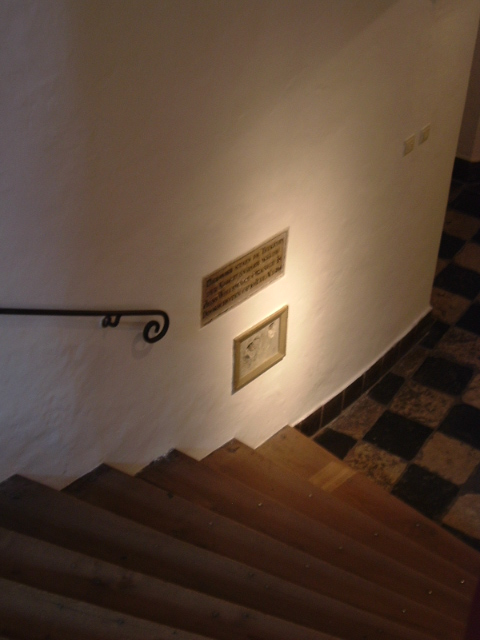
Marcas de munição ainda visíveis no palácio

Após a publicação da recompensa oferecida por Filipe, Gérard partiu para Luxemburgo, onde soube que Juan de Jáuregui já se preparava para a tentativa de assassinato, mas a tentativa não teve sucesso. Em março de 1584 ele foi para Trier, onde apresentou seu plano ao regente dos jesuítas, mas outro jesuíta o convenceu a mudar seu plano original e ir ao príncipe de Parma. Em Tournai, após aconselhar-se com um franciscano, o padre Gery, Gérard escreveu uma carta, uma cópia da qual foi depositada com o guardião do convento, e o original apresentado pessoalmente ao Príncipe de Parma. Na carta, Gérard escreveu, em parte: "O vassalo deve sempre preferir a justiça e a vontade do rei à sua própria vida".
A princípio, o príncipe o considerou impróprio, mas após consultar Haultepenne e outros com a carta, ele foi atribuído a Christoffel d'Assonleville, que falou com Gérard, e pediu-lhe que escrevesse isso, o que ele fez em 11 de abril de 1584. Ele pediu a absolvição do príncipe de Parma "já que estava para fazer companhia por algum tempo aos hereges e ateus, e de alguma forma se conformar aos seus costumes".
Para suas primeiras despesas, ele implorou por 50 coroas, que foram recusadas. "Vou prover-me de minha própria bolsa", disse Gérard a Assonleville, "e dentro de seis semanas você ouvirá falar de mim". Assonleville respondeu: "Vá em frente, meu filho... e se você tiver sucesso em seu empreendimento, o rei cumprirá todas as suas promessas e você receberá um nome imortal". No domingo, 8 de julho de 1584, Gérard perambulou no pátio do Prinsenhof examinando as instalações. Um alabardeiro perguntou por que ele estava esperando lá. Ele se desculpou dizendo que com suas roupas surradas e sem sapatos novos, ele não estava apto para se juntar à congregação na igreja em frente. O alabardeiro arrumou do próprio Príncipe de Orange um presente de 50 coroas para Gérard, que na manhã seguinte comprou um par de pistolas de um soldado, pechinchando o preço por um longo tempo porque o soldado não poderia fornecer as balas picadas ou lesmas específicas ele queria.

## O tiroteio

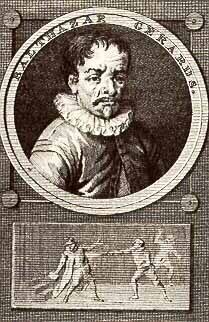
Balthasar Gérard atirando em Guilherme

Em 10 de julho de 1584, enquanto Guilherme, o Silencioso subia as escadas para o segundo andar, o capitão galês Roger Williams falou com ele, que se ajoelhou diante dele. William colocou a mão na cabeça baixa do velho capitão, momento em que Gérard saltou de um canto escuro. Ele sacou suas armas e disparou dois tiros contra o stadtholder. Guilherme, o Silencioso, entrou em colapso. Sua irmã se ajoelhou ao lado dele, mas era tarde demais. Questionado se ele recomendou sua alma a Cristo, ele respondeu afirmativamente. Suas últimas palavras foram: Mon Dieu, ayez pitié de moi et de mon pauvre peuple ("Meu Deus, tem piedade de mim e dos meus pobres").
Gérard fugiu por uma porta lateral e correu por uma via estreita, perseguido por Roger Williams. Gérard havia quase alcançado as muralhas, de onde pretendia pular para o fosso. Do outro lado, um cavalo selado estava pronto. Uma bexiga de porco em torno de sua cintura destinava-se a ajudar a mantê-lo à tona. No entanto, ele tropeçou em um monte de lixo. Um servo e um alabardeiro do príncipe que correu atrás dele o agarrou. Quando chamado de traidor por seus captores, ele teria respondido: "Não sou um traidor; sou um servo leal de meu senhor". "Qual senhor?", eles perguntaram. "Do meu senhor e mestre, o rei da Espanha". Ao mesmo tempo, mais pajens e alabardeiros do príncipe apareceram e o arrastaram de volta para casa sob uma chuva de punhos e surras com a coronha de uma espada.

Em 1551, Guilherme tornou-se Senhor de Egmond e Conde de Buren, através do seu casamento com Ana de Egmond. uma herdeira que lhe trouxe ainda mais interesses territoriais nos Países Baixos. No ano seguinte, após servir como capitão de cavalaria, adquiriu o seu primeiro comando militar como general de um dos exércitos do imperador. O poder político depressa se seguiu, com a nomeação, em 1555, para o Conselho de Regência dos Países Baixos.

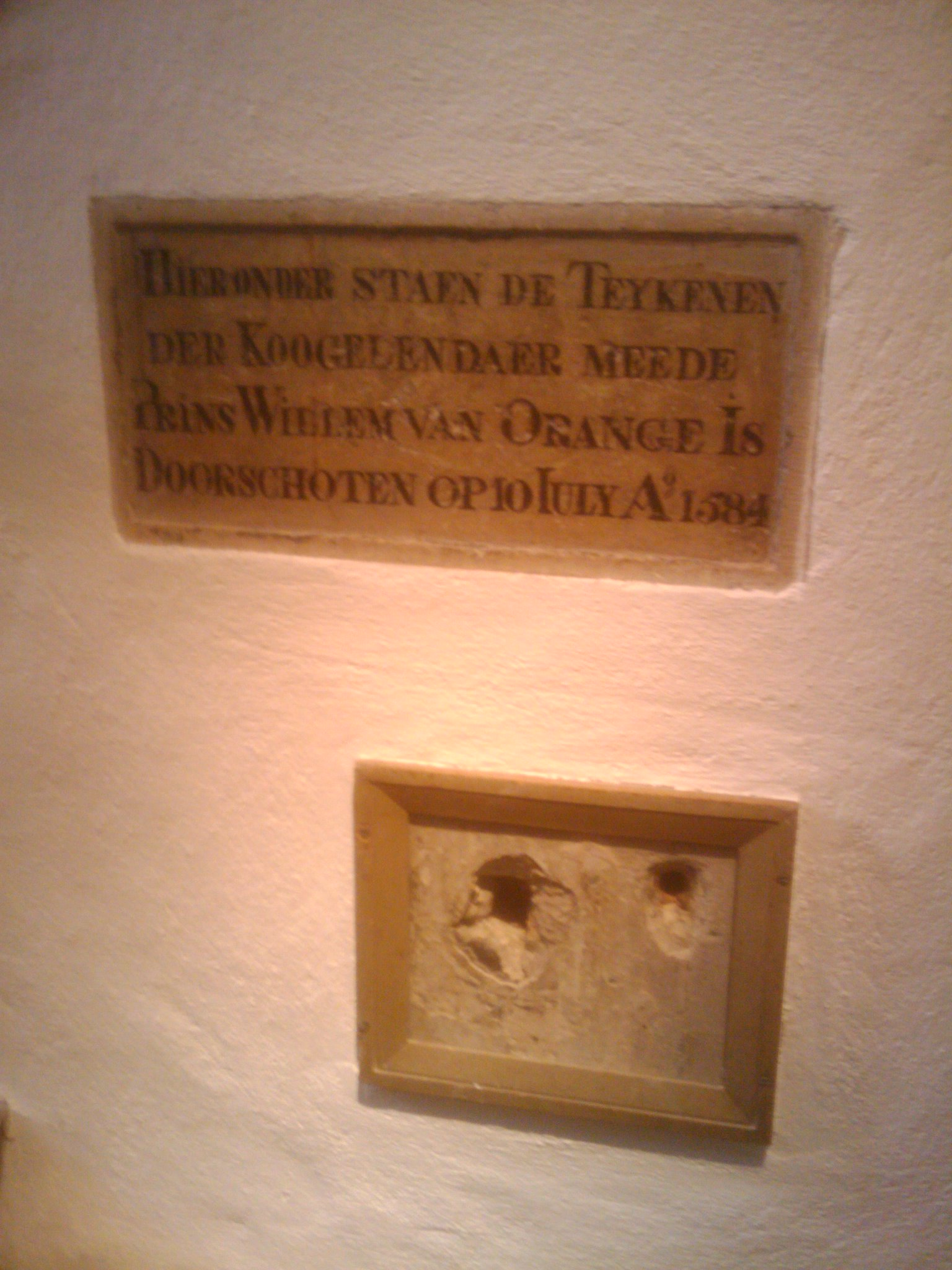
Os buracos de bala ainda são visíveis em Prinsenhof (Delft)

## Julgamento, tortura e execução
Em casa, ele foi imediatamente submetido a um exame preliminar perante os magistrados da cidade. Ao ser interrogado pelos magistrados, ele não demonstrou nem desespero nem arrependimento, mas sim uma exultação silenciosa, declarando: "Como Davi, ele matou Golias de Gate".
Em seu julgamento, Gérard foi condenado à tortura e depois executado, de forma considerada brutal pelos padrões da época. Os magistrados decretaram que a mão direita de Gérard deveria ser queimada com um ferro em brasa, que sua carne deveria ser arrancada de seus ossos com pinças em seis lugares diferentes, que ele deveria ser esquartejado e estripado vivo, seu coração arrancado de seu seios e arremessados em seu rosto, e que, finalmente, sua cabeça deve ser arrancada.
A tortura de Gérard foi extraordinariamente brutal. Na primeira noite de sua prisão, Gérard foi pendurado em um mastro e açoitado com um chicote. Em seguida, suas feridas foram untadas com mel e uma cabra foi trazida para lamber o mel de sua pele com sua língua áspera. A cabra, no entanto, recusou-se a tocar em seu corpo. Depois de várias outras formas de tortura, ele foi deixado para passar a noite com as mãos e os pés amarrados, como uma bola, então dormir seria difícil. Durante os três dias seguintes, ele foi repetidamente zombado e pendurado em um poste com as mãos amarradas nas costas. Em seguida, um peso de 300 libras métricas (150 kg) foi preso a cada um de seus dedões do pé por meia hora.
Posteriormente, Gérard recebeu sapatos feitos de pele de cachorro bem oleada e não curada; os sapatos eram dois dedos mais curtos que seus pés. Nesse estado, ele foi colocado diante do fogo. Quando os sapatos aqueciam, eles se contraíam, transformando os pés dentro deles em tocos. Quando os sapatos foram retirados, sua pele meio grelhada foi arrancada. Depois que seus pés foram danificados, suas axilas foram marcadas. Ele foi então vestido com uma camisa embebida em álcool. Por último, derramou-se sobre ele gordura queimada de bacon e cravaram-se unhas afiadas entre a carne e as unhas das mãos e pés. No dia 14 de julho, quatro dias após o assassinato, a sentença declarada no julgamento foi executada e Gérard foi torturado e executado na praça do mercado de Delft. Sua cabeça decepada foi então exibida em uma lança atrás do Prinsenhof, e seus braços e pernas exibidos em quatro portões da cidade.

## Consequências
Filipe II deu aos pais de Gérard, em vez da recompensa de 25 000 coroas, três propriedades rurais em Lievremont, Hostal e Dampmartin no Franche-Comté, e a família foi elevada à nobreza. Filipe II mais tarde ofereceria as propriedades a Filipe Guilherme, filho de Orange e o próximo Príncipe de Orange, desde que o príncipe continuasse a pagar uma parte fixa dos aluguéis à família do assassino de seu pai; a oferta insultuosa foi rejeitada. As propriedades permaneceram com a família Gérard. O vigário apostólico Sasbout Vosmeer tentou canonizar Gérard, para o qual removeu a cabeça do morto e a mostrou aos oficiais da Igreja em Roma, mas a ideia foi rejeitada.